# Kő-lik-völgyi 8. sz. üreg
A Kő-lik-völgyi 8. sz. üreg a Duna–Ipoly Nemzeti Parkban található Vértes hegységben, Csákváron lévő egyik barlang.

## Leírás
Csákvár külterületén, fokozottan védett területen, erdőben helyezkedik el a barlang. Csákvár központjától Ny-ra, a Kő-lik-völgy D-i oldalában található. A Kő-likkal szemben induló, meredek kis mellékvölgy tetején, a völgyperem alatt, az erdőhatáron, 299 m tszf. magasságban van a Kő-lik-völgyi 8. sz. üreg bejárata. A barlangot magában foglaló alacsony sziklafalat lombos időszakban nagyon takarja a növényzet, emiatt az üreg aránylag nehezen vehető észre. Az üreg bejárata a sziklafalban kb. 3 m magasságban fekszik, ezért csak könnyű sziklamászással lehet elérni. A barlangbejárat 1,8 m széles, 0,6 m magas, természetes jellegű, szabálytalan alakú és emelkedő tengelyirányú.
Az alacsony és lapos, sziklaeresz jellegű, képződménymentes, jelentéktelen kis üreg kifagyásos kőzetaprózódás miatt, éles törmelékből álló triász dolomitbreccsában jött létre. Kifelé lejt, emiatt aljzatán alig van törmelék vagy avar. Falai nagyon algásak, bejáratában moha is megtelepedett. A barlangban pókokon és rovarokon kívül más élőlény nem fordul elő. A nehezen (meredek terepen) megközelíthető, sziklamászással járható barlang engedély és barlangjáró alapfelszerelés nélkül is megtekinthető.
1979-ben volt először Kő-lik-völgyi 8. sz. üregnek nevezve a barlang az irodalmában. Előfordul a barlang az irodalmában Kőlik-völgyi 8. sz. barlang (Kordos 1984) néven is.

## Kutatástörténet
Az Alba Regia Barlangkutató Csoport által 1979-ben készített kézirat szerint a Kő-lik-völgyi 8. sz. üreg (K8) korábban nem lett az irodalomban említve. A barlang Csákvár szélén (Fejér megye, Bicskei járás) fekszik. A Kő-lik-völgy DNy-i oldalában, a völgynek majdnem a közepén lévő, meredek kis mellékvölgy K-i falában, közvetlenül (2–3 m-re) a völgy pereme alatt, kb. 270 m tszf. magasságban található. Lapos, 3 m széles, 1 m magas, jobbról balra lejtő bejárata alig látszik alulról. A sziklaeresz jellegű kis odú aljzata kifelé lejt, belseje pedig száraz. A dolomitbreccsában, kifagyás miatt keletkezett üregben elenyésző mennyiségű kitöltés van. Az üreg 3 m vízszintes kiterjedésű és magassága belül 0,8–1 m. Megtudja mutatni Szolga Ferenc a helyi jelentőségű, kutatásra érdemtelen barlangot. A barlangban az Alba Regia Barlangkutató Csoport tagjai 1979. február 11-én jártak és ekkor végezték el a barlang felmérését.
A kéziratba bekerült a barlang alaprajz térképe és 3 szelvény térképe. A térképek 1:100 méretarányban ábrázolják a barlangot. Az alaprajz térkép használatához a térképlapon jelölve van az É-i irány. Az alaprajz térképen megfigyelhető a 3 szelvény elhelyezkedése a barlangban. A térképek elkészítéséhez a barlangot Szolga Ferenc és Widermann Tibor mérték fel 1979. február 11-én. A térképeket 1979. február 23-án rajzolta Szolga Ferenc. A kéziratban látható Csákvár nyugati részének térképe (kb. 1:25.000 méretarány). A térképen jelölve van az É-i irány. A térképen megfigyelhető a Kő-lik-völgyi 8. sz. üreg (a térképen: K8) földrajzi elhelyezkedése. A kéziratban van két olyan fénykép, amelyek szemléltetik a barlangot. Az első fényképen a Kő-lik-völgy látképe látható. A fénykép a csákvári temető Ny-i végén készült. A fényképen jelölve van a Kő-lik-völgyi 8. sz. üreg helye. A második fénykép a Kő-lik-völgy D-i oldalának gerincét (háttérben Csákvárral) mutatja be. A fényképen jelölve van a Kő-lik-völgyi 8. sz. üreg helye. A fényképeket Zentai Ferenc készítette.
Az 1984-ben kiadott, Magyarország barlangjai című könyv országos barlanglistájában szerepel a Vértes hegység barlangjai között a barlang Kőlik-völgyi 8. sz. barlang néven. A listához kapcsolódóan látható a Dunazug-hegység barlangjainak földrajzi elhelyezkedését bemutató 1:500 000-es méretarányú térképen a barlang földrajzi elhelyezkedése. A Béni Kornél és Viszló Levente által írt, 1996-ban napvilágot látott könyvben szó van arról, hogy a Csákváron lévő Kő-lik-völgyben 11 barlang van. A Kő-lik mellett, egymáshoz viszonylag közel sok további üreg helyezkedik el. Ezek az üregek dolomitkonglomerátumban és dolomitbreccsában jöttek létre. A Balogh-völgyi 1. sz. odú és a Balogh-völgyi 2. sz. odú minden tekintetben hasonló a Kő-lik-völgy barlangjaihoz. A Fáni-völgyben megfigyelhető sok barlang miatt a Fáni-völgy a Kő-lik-völgyhöz hasonló. Ugyanolyan dolomitbreccsa a felépítő kőzet is. A Fáni-völgyben lévő barlangok kialakulásának esetében is a fagyaprózódásos kimállás játszotta a főszerepet.

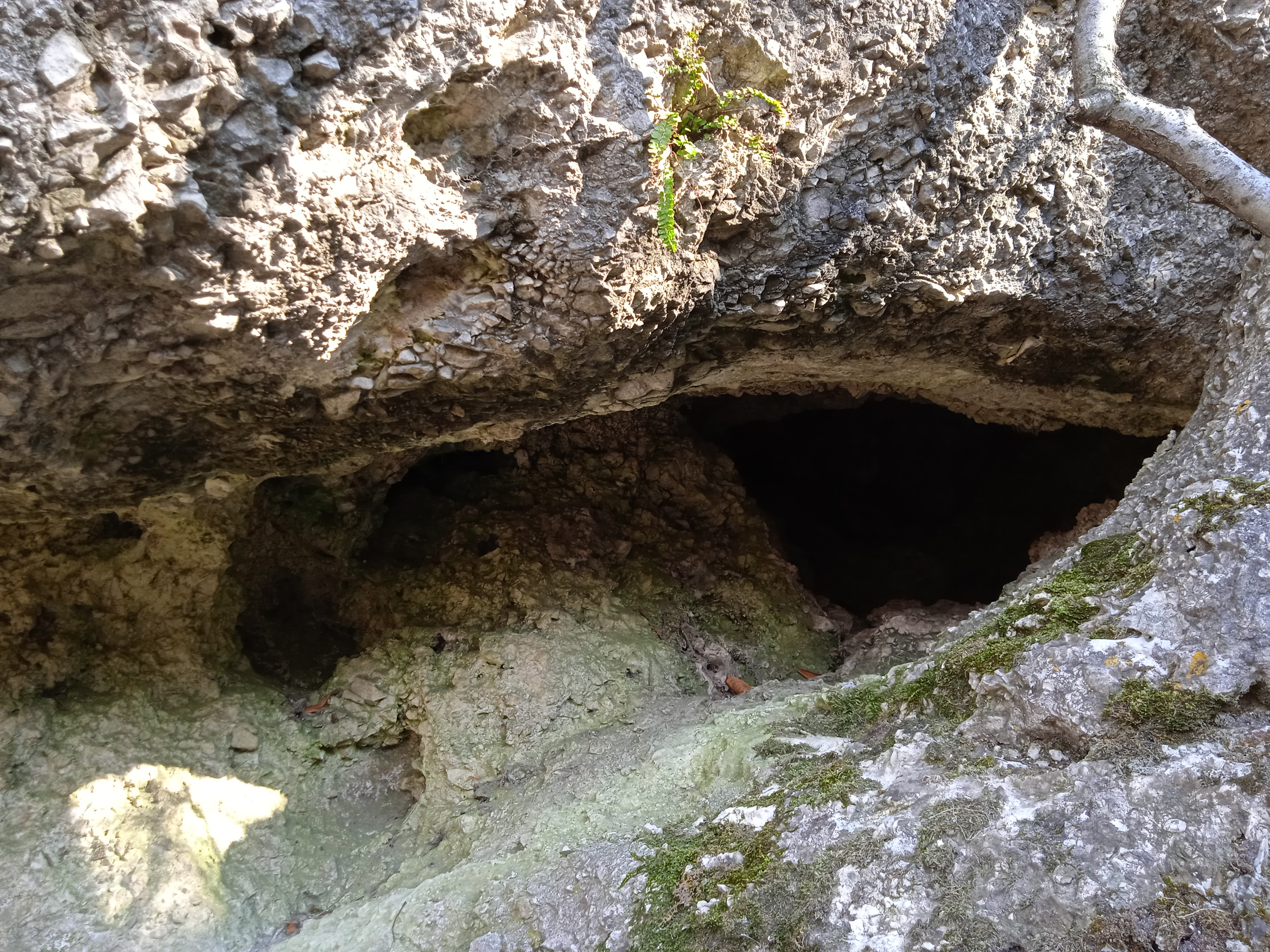
A Kő-lik-völgyi 8. sz. üreg belseje

A barlang 2003. május 2-án, BTI kataszteri felvétel alapján készült nyilvántartólapja szerint a 4521-26 barlangkataszteri számú Kő-lik-völgyi 8. sz. üreg a Vértes hegységben lévő Csákváron (Fejér megye) található. Az üreg bejáratának koordinátái (Trimble Geoexplorer 3): X: 604301, Y: 228138, Z: 299. Hegyoldalon lévő sziklakibúvásban, erdőben van a barlang 1,8 m széles, 0,6 m magas, természetes jellegű, szabálytalan alakú és emelkedő tengelyirányú bejárata. A részletesen felmért barlang 3 m hosszú, 1 m függőleges kiterjedésű, 1 m magas, 0 m mély és 3 m vízszintes kiterjedésű. Triász dolomitbreccsában húzódik az üreg. Az üreg kifagyásos kőzetaprózódás miatt jött létre. A sziklaeresz térformájú barlang aljzata emelkedik, és jellemző szelvénytípusa a szabálytalan.
Az üregben breccsazóna figyelhető meg. Szervetlen, helyben keletkezett törmelékkitöltése kőzettörmelékből áll. Alga, moha, pók és rovar fordul elő benne. Tematikus feldolgozás: irodalom, térkép, fénykép, leírás. 1979-ben lett először említve a barlang az irodalomban (Alba Regia Barlangkutató Csoport kataszteri felvétel). Ekkor a csoport elkészítette a barlang térképét és részletes leírását. A gyakorlatilag érintetlen barlang aljzata gyakorlatilag érintetlen. A nehezen (meredek terepen) megközelíthető, mászással járható barlang megtekintéséhez nem szükséges engedély. Illetékes természetvédelmi hatóság: Duna–Ipoly Nemzeti Park Igazgatóság. A barlang felszínének védettsége: Vértesi Tájvédelmi Körzet (19/1976. OTvH határozat). Az 1979-ben készült leíráshoz viszonyítva a barlang állapota nem változott. Mivel a barlang nagyon eldugott helyen fekszik, emiatt a barlang jelenlegi állapotát nem fenyegeti semmi.